# Wald am Schoberpass
Wald am Schoberpass là một đô thị thuộc huyện Leoben bang Steiermark, nước Áo. Đô thị Wald am Schoberpass có diện tích 90,45 km², dân số thời điểm cuối năm 2008 là 645 người.